# Semilly
Semilly település Franciaországban, Haute-Marne megyében. Lakosainak száma 99 fő (2022. január 1.). Semilly Chalvraines, Clinchamp, Prez-sous-Lafauche, Saint-Blin és Vesaignes-sous-Lafauche községekkel határos.

## Népesség
A település népessége az elmúlt években az alábbi módon változott:
| Lakosok száma | 172  | 109  | 97   | 101  | 104  | 108  | 109  | 110  | 105  | 99   |
|               | 1968 | 1999 | 2011 | 2013 | 2015 | 2017 | 2018 | 2019 | 2021 | 2022 |